# Абдуллино (Гафурийский район)
Абдуллино (баш. Абдулла) — деревня в Гафурийском районе Республики Башкортостан Российской Федерации. Входит в состав Зилим-Карановского сельсовета.

## География

### Географическое положение
Деревня расположена у старицы реки Зилим.
Расстояние до:
- районного центра (Красноусольский): 53 км,
- центра сельсовета (Зилим-Караново): 7 км,
- ближайшей ж/д станции (Белое Озеро): 72 км.

## Население
| 2002 | 2009 | 2010 |
| ---- | ---- | ---- |
| 75   | ↗78  | ↘69  |

Согласно переписи 2002 года, преобладающая национальность — башкиры (87 %).